# لويس هيريديا
لويس هيريديا (بالإسبانية: Luis Heredia)‏ هو لاعب كرة قاعدة مكسيكي، ولد في 10 أغسطس 1994 في مازاتلان في المكسيك.

## وصلات خارجية
- لويس هيريديا على موقع دوري كرة القاعدة الرئيسي (الإنجليزية)
- لويس هيريديا على موقعبيزبول رفرنس.كوم (الدوري الثانوي) (الإنجليزية)
- لويس هيريديا على موقع إي إس بي إن.كوم (أم.أل.بي) (الإنجليزية)